# Barito Selatan
Barito Selatan (deutsch Süd-Barito) ist ein indonesischer Regierungsbezirk (Kabupaten) in der indonesischen Provinz Kalimantan Tengah. Mitte 2024 leben hier fast 137.000 Menschen. Der Verwaltungssitz des Kabupaten Barito Selatan ist die Stadt Buntok. Sie liegt im Zentrum des Bezirks am Fluss (Sungai) Barito.

## Geographie
Der Bezirk Barito Selatan belegt 4,08 Prozent der Fläche der Provinz (Rang 11), entsprechend Rang 28 unter den 47 Bezirken der Insel Kalimantan (Quelle:)

### Lage
Barito Selatan liegt im Osten der Provinz und erstreckt sich zwischen 1° 15′ 03,2″ und 2° 36′ 22,4″ s. Br. sowie zwischen 114° 35′ 48,5″ und 115° 27′ 16,4″ ö. L.
Der Bezirk grenzt (im Uhrzeigersinn) an die folgenden Regierungsbezirke (Kabupaten): im Norden an Barito Utara, im Osten an Barito Timur, im Süden an Hulu Sungai Utara und Barito Kuala (beide von der Nachbarprovinz Kalimantan Selatan) und im Westen an Kapuas.

## Verwaltungsgliederung
Der Bezirk gliedert sich in sechs Distrikte oder Unterbezirke (indonesisch Kecamatan) mit 83 Dörfern (indonesisch Desa) von denen 7 als Kelurahan städtisch geprägt sind. Eine weitere Unterteilung erfolgt in 161 RW (Rukun Warga) und 695 RT (Rukun Tetangga)
| Code 1)  | Kecamatan Distrikt    | Ibu Kota Verwaltungssitz | Fläche (km²) | Einw. Census 2010 2) | Volkszählung 2020 3) | Volkszählung 2020 3) | Volkszählung 2020 3) | Anzahl der Dörfer | Anzahl der Dörfer |
| Code 1)  | Kecamatan Distrikt    | Ibu Kota Verwaltungssitz | Fläche (km²) | Einw. Census 2010 2) | Einw. 3)             | 0Dichte 4)0          | Sex Ratio 5)         | Dörfer            | Kel. 6)           |
| -------- | --------------------- | ------------------------ | ------------ | -------------------- | -------------------- | -------------------- | -------------------- | ----------------- | ----------------- |
| 62.04.01 | Jenamas               | Rantau Kujang            | 708          | 9.071                | 8.709                | 12,3                 | 101,27               | 4                 | 1                 |
| 62.04.02 | Dusun Hilir           | Mengkatip                | 2.065        | 15.617               | 15.737               | 7,6                  | 106,90               | 9                 | 1                 |
| 62.04.03 | Karau Kuala           | Bangkuang                | 1.099        | 15.375               | 15.046               | 13,7                 | 104,74               | 10                | 1                 |
| 62.04.04 | Dusun Utara           | Pengang                  | 1.196        | 16.318               | 16.587               | 13,9                 | 106,74               | 18                | 1                 |
| 62.04.05 | Gunung Bintang Awai00 | Tabak Kanilan            | 1.933        | 17.999               | 18.828               | 9,7                  | 106,81               | 21                | –0                |
| 62.04.06 | Dusun Selatan         | Buntok Kota              | 1.829        | 49.748               | 56.233               | 30,7                 | 103,61               | 24                | 3                 |
| 62.04    | Kab. Barito Selatan   | Kab. Barito Selatan      | 8.830        | 124.128              | 131.140              | 14,9                 | 104,82               | 86                | 7                 |

## Geschichte
Im Jahr 1956 wurde mit dem Regierungsgesetz Nr. 25 die vierte Provinz auf der Insel Kalimantan geschaffen: Kalimantan Tengah. Sie bestand ursprünglich aus drei Kabupaten Barito, Kotawaringin und Kapuas. Die ersten beiden wurden im Laufe der Zeit aufgespalten in neue Kabupaten, nur Kapuas erfuhr erst im Jahr 2002 die ersten Grenzänderungen. Barito wurde 1959 in einen Nord- und Südbezirk geteilt.

Im Jahr 2002 gab der Kabupaten Barito Selatan ein knappes Drittel seiner Fläche (3.834 von 12.664 km²) an sechs im Osten abgetrennte Kecamatan ab, die nun als neugegründeter Kabupaten Barito Timur (Ost-Barito) bestehen.

## Demographie
Mit 4,00 % der Bevölkerung wird der 12. Platz unter den 14 (13+1) Verwaltungseinheiten 2. Stufe der Provinz belegt. Dies bedeutet Platz 43 unter allen 47 Kabupaten der Insel Kalimantan. Die Bevölkerungsdichte von 14,4 Einwohnern pro Quadratkilometer rangiert an 35. Stelle auf der Insel (Angaben von Ende 2023:).
Der Frauenanteil sank zwischen den beiden Volkszählungen 2010 und 2020 und hat sich seitdem unterhalb 49 Prozent eingepegelt.
| Religion im Jahr 2020 | Religion im Jahr 2020 | Religion im Jahr 2020 | Religion im Jahr 2020 |
| Religion              | Anzahl                | Anteil (%)            | Gebäude               |
| --------------------- | --------------------- | --------------------- | --------------------- |
| Islam                 | 98.801                | 70,69                 | 124 1)                |
| Christen insg.        | 35.974 2)             | 25,74                 | 167                   |
| Davon:                |                       |                       |                       |
| Protestanten          | 16.249                | 72,97                 | 137                   |
| Katholiken            | 09.725                | 27,03                 | 030                   |
|                       |                       |                       |                       |
| Hindus                | 04.986                | 03,57                 | 01                    |
| Buddhisten            | 000.2                 | <0,01                 | –                     |

| Jahr   | Gesamt- Bevölkerung | Männer  | %       | Frauen  | %       | Sex Ratio 3 |
| 020100 | 0124.128            | 063.309 | 051,000 | 060.819 | 049,000 | 0104,090    |
| 020200 | 0131.140            | 067.113 | 051,180 | 064.027 | 048,820 | 0104,820    |
| 020240 | 0136.856            | 070.040 | 051,180 | 066.816 | 048,820 | 0104,830    |

### Soziale Daten 2020
| Merkmal                                                             | Kab. Barito Selatan | 0Prov. Kalimantan Tengah0 |
| ------------------------------------------------------------------- | ------------------- | ------------------------- |
| Bevölkerung unterhalb der Armutsgrenze (Tsd.)00                     | 06,12               | 132,94                    |
| Anteil der „armen Bevölkerung“ (indonesisch Penduduk miskin) (%)000 | 04,45               | 004,82                    |
| Arbeitslosenrate (%)                                                | 04,21               | 004,58                    |
| Lebenserwartung bei der Geburt (Jahre)                              | 67,09               | 069,74                    |
| HDI-Index                                                           | 70,22               | 071,05                    |
| Analphabetenrate (in %, 15+ J.)                                     | 00,25               | 000,80                    |
| Anteil der Altersgruppen                                            | 0Real0              | 0Prozentual0              |
| Kinder (<15 J.)                                                     | 031.6630            | 24,14                     |
| arbeitsfähige Bevölkerung (15–64 J.)                                | 092.5730            | 70,59                     |
| Rentner und Pensionäre (>65 J.)                                     | 006.9040            | 05,26                     |

### Aktuelle Daten der Bevölkerungsfortschreibung
Nachfolgende Tabelle gibt den Einwohnerstand nach Geschlecht vom Jahresende 2022 und 2023 sowie zur Jahresmitte 2024 wieder. Er resultiert aus den Ergebnissen der Fortschreibung durch die örtlichen Zivilregistrierungsbüros (Disdukcapil, indonesisch Dinas Kependudukan dan Pencatatan Sipil). Der aktuelle Stand kann in einer interaktiven Karte abgerufen werden.
| Kecamatan             | 12/2022 1) | 12/2022 1) | 12/2022 1) | 12/2023 2) | 12/2023 2) | 12/2023 2) | 06/2024 3) | 06/2024 3) | 06/2024 3) | 06/2024 3)    | 06/2024 3)       | 06/2024 3)   |
| Kecamatan             | Gesamt     | Männer     | Frauen     | Gesamt     | Männer     | Frauen     | Gesamt     | Männer     | Frauen     | Fläche 4) km² | Dichte Einw./km² | Sex Ratio 5) |
| --------------------- | ---------- | ---------- | ---------- | ---------- | ---------- | ---------- | ---------- | ---------- | ---------- | ------------- | ---------------- | ------------ |
| Jenamas               | 8.855      | 4.536      | 4.319      | 8.813      | 4.512      | 4.301      | 8.855      | 4.536      | 4.319      | 397,59        | 22,3             | 105,02       |
| Dusun Hilir           | 16.375     | 8.506      | 7.869      | 16.245     | 8.426      | 7.819      | 16.375     | 8.506      | 7.869      | 1.326,67      | 12,3             | 108,10       |
| Karau Kuala           | 15.687     | 8.027      | 7.660      | 15.574     | 7.977      | 7.597      | 15.687     | 8.027      | 7.660      | 753,02        | 20,8             | 104,79       |
| Dusun Utara           | 16.982     | 8.793      | 8.189      | 16.967     | 8.786      | 8.181      | 16.982     | 8.793      | 8.189      | 1.255,98      | 13,5             | 107,38       |
| Gn. Bintang Awai      | 19.903     | 10.246     | 9.657      | 19.601     | 10.104     | 9.497      | 19.903     | 10.246     | 9.657      | 1.292,80      | 15,4             | 106,10       |
| Dusun Selatan         | 59.054     | 29.932     | 29.122     | 58.766     | 29.743     | 29.023     | 59.054     | 29.932     | 29.122     | 1.306,91      | 45,2             | 102,78       |
| 0Kab. Barito Selatan0 | 136.856    | 70.040     | 66.816     | 135.966    | 69.548     | 66.418     | 136.856    | 70.040     | 66.816     | 6.332,97      | 21,6             | 104,83       |

## Verzeichnis der Kelurahan
Die nachfolgende Liste gibt den Einwohnerstand zur Jahresmitte 2024 für alle sieben Kelurahan im Bezirk Barito Selatan wieder.
Flächenangaben wurden ausgelassen, da die Angaben der Quelle umstritten und nicht nachvollziehbar sind. Neben den Einwohnerzahlen sind auch deren Zugehörigkeiten zu den fünf Kecamatan aufgeführt, ebenso die errechneten Ergebnisse des  Geschlechterverhältnisses (Sex Ratio). Als erste Spalte ist der Strukturcode des indonesischen Innenministeriums angegeben. Er gibt gleichfalls Aufschluss über die Zugehörigkeit der Dörfer zu den übergeordneten Verwaltungsebenen: Die ersten drei Zahlenpärchen werden durch Punkte getrennt und geben die Provinz, den Regierungsbezirk (Kabupaten) und den Distrikt (Kecamatan) an. Als letztes folgt nach einem weiteren Trennungspunkt der vierstellige „Dorfcode“ – wobei städtisch geprägte Kelurahan immer mit 1 und „normale“ (ländliche) Desa mit einer 2 beginnen. Die Statistikseiten von BPS (Badan Pusat Statistik) verwenden eine abweichende Nomenklatur, auf die hier aber nicht näher eingegangen werden soll, da sie nur bei den Volkszählungen Anwendung findet.
Wie bei vorstehender Tabelle entstammen alle Daten der Fortschreibung durch die örtlichen Zivilregistrierungsbüros (Disdukcapil).
| Struktur- code | Kecamatan      | Kelurahan      | Bevölkerung zur Jahresmitte 2024 | Bevölkerung zur Jahresmitte 2024 | Bevölkerung zur Jahresmitte 2024 | Bevölkerung zur Jahresmitte 2024 |
| Struktur- code | Kecamatan      | Kelurahan      | Gesamt                           | männlich                         | weiblich                         | Sex Ratio                        |
| -------------- | -------------- | -------------- | -------------------------------- | -------------------------------- | -------------------------------- | -------------------------------- |
| 62.04.01.1003  | Jenamas        | Rantau Kujang0 | 3.419                            | 1.714                            | 1.705                            | 100,53                           |
| 62.04.02.1003  | Dusun Hilir    | Mengkatip      | 3.291                            | 1.707                            | 1.584                            | 107,77                           |
| 62.04.03.1002  | Karau Kuala    | Bangkuang      | 5.070                            | 2.573                            | 2.497                            | 103,04                           |
| 62.04.04.1005  | Dusun Utara    | Pendang        | 3.501                            | 1.835                            | 1.666                            | 110,14                           |
| 62.04.06.1006  | Dusun Selatan0 | Jelapat        | 2.996                            | 1.548                            | 1.448                            | 106,91                           |
| 62.04.06.1007  | Dusun Selatan0 | Hilir Seper    | 14.873                           | 7.459                            | 7.414                            | 100,61                           |
| 62.04.06.1008  | Dusun Selatan0 | Buntok Kota    | 15.924                           | 7.877                            | 8.047                            | 97,89                            |